# Chi Bạch thủy đằng
Chi Bạch thủy đằng (danh pháp khoa học: Pentastelma) là một chi thực vật thuộc họ Apocynaceae.

## Các loài
Chi này có các loài sau (tuy nhiên danh sách này có thể chưa đủ):
- Pentastelma auritum, Tsiang & P.T.Li - bạch thủy đằng